# 大門螯寄居蟹
大門螯寄居蟹（学名：Pylocheles (Xylocheles），又名大蓋螯寄居蟹，为門螯寄居蟹科門螯寄居蟹屬下的一个种。